# Мамця (телесеріал)
«Мамця» (англ. Mom) — американський телевізійний ситком, створений Чаком Лоррі, Едді Городецьки та Джеммою Бейкер, що транслювався на каналі CBS з 23 вересня 2013 року по 13 травня 2021 року, протягом восьми сезонів.
Події розгортаються в місті Напа (Каліфорнія), де проживає неблагополучна парочка — мати та її дочка, Бонні й Крісті Планкетт. Обидві — розведені багато років, намагаються налагодити своє життя та стосунки, намагаються боротися із залежністю, відвідують групу Анонімних Алкоголіків. У головних ролях знялися акторки Анна Фаріс та Еллісон Дженні, в інших ролях — Мімі Кеннеді, Джеймі Преслі, Бет Голл, Вільям Фіхтнер, Сейді Кальвано, Блейк Гаррет Розенталь, Метт Джонс, Френч Стюарт, Крістен Джонстон.
Серіал, знятий перед живою аудиторією, створений компаніями Chuck Lorre Productions та Warner Bros. Television. Він отримав визнання від критиків і глядачів протягом усього періоду показу, причому головна заслуга віддана його сценарію та виконанню (зокрема, відзначається гра Еллісон Дженні). «Матусю» схвалювали за вирішення проблем реального життя, таких як алкоголізм, наркоманія, підліткова вагітність, азартні ігри, безпритульність, рецидив, рак, смерть, домашнє насильство, передозування, параліч, зґвалтування, ожиріння, інсульт, СПАУ та викидень, а також за дотримання балансу між гумористичними та похмурими аспектами цих питань.
«Мамця» постійно отримувала високі рейтинги у своєму жанрі із середньою глядацькою аудиторією 11,79 мільйонів, що зробило її третьою за рейтингом комедією на телебаченні США серед п'яти найкращих комедій для дорослої аудиторії.
Ситком здобув різні нагороди, Еллісон Дженні двічі поспіль отримала нагороду «Еммі» за найкращу жіночу роль другого плану в комедійному серіалі 2014 і 2015 року, а також була номінована 2016 року та як найкраща головна актриса в комедійному серіалі — 2017, 2018 і 2021 року. Серіал також отримав кілька номінацій на Critics' Choice Television Awards і нагороду People's Choice Awards.
4 вересня 2020 року Анна Фаріс оголосила про свій вихід із серіалу, і незабаром після цього CBS повідомила про закінчення шоу після восьмого сезону. Фінал серіалу вийшов в ефір 13 травня 2021 року.